# Wolfgang Henggeler (Politiker, 1814)

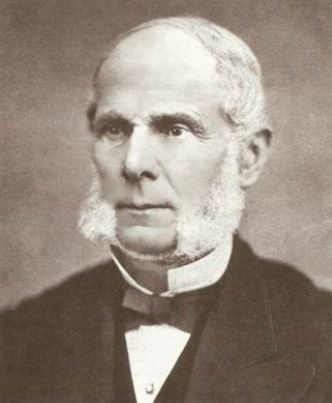
Wolfgang Henggeler

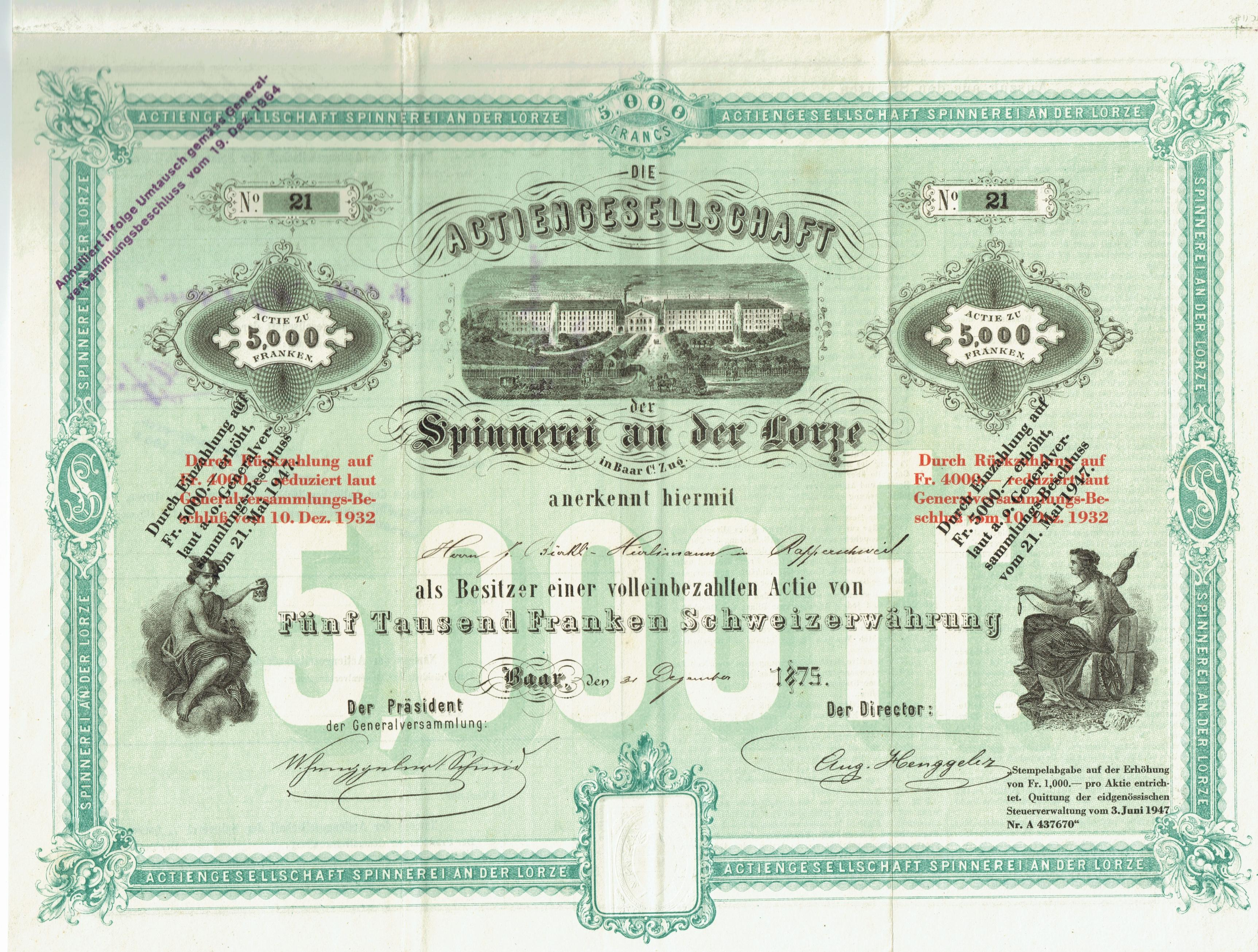
Aktie der Spinnerei an der Lorze von 1875 mit Unterschrift von Wolfgang Henggeler

Wolfgang Henggeler (* 21. März 1814 in Unterägeri; † 14. Juni 1877 in Baar, katholisch, heimatberechtigt in Unterägeri und ab 1861 in Zürich) war ein Schweizer Unternehmer und liberaler Politiker.

## Biografie
Wolfgang Henggeler kam in Unterägeri als jüngstes von neun Kindern des Schmieds und Dolmetschers Josef Franz Henggeler (1761–1820) und der gebürtigen Menzingerin Katharina, Tochter des Seidenferggers und Ratsherrn Uhr aus Neuheim, zur Welt. Die Familie Uhr war mit jener des Baumwollverlegers Kaspar Höhn aus Hirzel befreundet, dessen Tochter Anna Barbara später Hans Jakob Schmid, den Gründer der Spinnerei Gattikon, heiratete.
Nach dem Schulbesuch in Unterägeri absolvierte er von 1829 bis 1831 eine Mühlenbauerlehre und Zeichenschule. 1831/32 arbeitete er als Techniker in der Spinnerei des Hans Jakob Schmids in Gattikon und bildete sich im Selbststudium weiter. 1832/33 war er als Fabrikarbeiter in der mechanischen Baumwollspinnerei Wieland, Schmid & Co. in Langnau am Albis tätig, wo er sich Kenntnisse der Spinnereitechnik aneignete.
1834 gründete er zusammen mit seinen Brüdern Alois und Franz Josef, seinem Onkel und Ziehvater Johann Jakob Henggeler und seinem Schwager Klemens Iten die Spinnerei Unterägeri, die erste Spinnerei im Kanton Zug. 1836/37 war die Fabrik Lohnspinnerei für die Spinnerei Gattikon, die seinem späteren Schwiegervater und dessen Bruder Heinrich Schmid gehörte.  Er war bis 1860 technischer Direktor und bis 1873 Präsident der Kollektivgesellschaft Gebr. Henggeler & Cie. 1844 heiratete er Barbara Schmid, Tochter des Jakob, Müllers und Spinnereifabrikanten, von Thalwil.
Mit Heinrich Schmid, der 1838 Teilhaber der Spinnerei Unterägeri wurde, beteiligte er sich an weiteren Unternehmen: 1846 an der von seinem Cousin Meinrad Henggeler gegründeten Spinnerei Neuägeri (1860 Fusion mit der Spinnerei Unterägeri), 1850 an der Weberei Kollermühle in Zug, 1853 an der Spinnerei Lorze in Baar (deren Präsident er von 1875 bis 1877 war) und an der Seidenweberei Gattikon sowie 1864 an der Spinnerei Felsenau in Bern.
Als wirtschaftsliberaler Politiker setzte er sich für bessere Verkehrswege ein (1837 Mitglied der kommunalen, 1838 der kantonalen Strassenkommission, 1856 Mitglied eines zugerisch-zürcherischen Komitees den Anschluss des Kantons Zug an die Eisenbahn). Er war Zuger Kantonsrat (1839–41, 1843–45, 1848–77), Landrat (1847–48), Verfassungsrat (1847–48), Statthalter im Regierungsrat (1848–49) und von 1860 bis 1867 Nationalrat. Er wohnte ab 1855 in Zürich und ab 1869 in Baar. Von 1862 bis 1866 war er Zürcher Grossrat und enger Verbündeter Alfred Eschers.
Er engagierte sich erfolgreich in wirtschafts-, sozial- und schulpolitischen Fragen und war ein bedeutender Gründer der Zuger Wirtschaftsgeschichte. Mit seiner reformierten Frau förderte er die 1864 eingerichtete reformierte Kirchgemeinde des Kantons Zug. Barbara Henggeler-Schmid (1822–1897) gründete 1844 die erste Mädchenklasse in Unterägeri, welche sie mehrere Jahre selbst unterrichtete.